# Ділянка дубових гаїв «Дубки»
Ділянка дубових гаїв «Дубки» — комплексна пам'ятка природи місцевого значення, розташована поблизу села Живописне Сімферопольського району, АР Крим. Створена відповідно до Постанови ВР АРК № 92 від 15 лютого 1964 року.

## Загальні відомості
Землекористувачем є ДП «Сімферопольське лісомисливське господарство», Партизанське лісництво, квартал 89, вид. 4, квартал 4, вид. 1, площа 14 га. Розташована на південний схід від села Живописне Сімферопольського району.